# Philip Milanov
Philip Milanov (Bruges, 6 luglio 1991) è un discobolo belga.
Allenato dal padre, l'ex discobolo bulgaro Emil Milanov, è stato secondo ai Mondiali di Pechino 2015. Ha un primato personale di 67,26 m.

## Palmarès
| Anno | Manifestazione   | Sede           | Evento           | Risultato | Prestazione | Note             |
| ---- | ---------------- | -------------- | ---------------- | --------- | ----------- | ---------------- |
| 2013 | Europei under 23 | Tampere        | Lancio del disco | 5º        | 59,06 m     |                  |
| 2014 | Europei          | Zurigo         | Lancio del disco | 20º (q)   | 59,85 m     |                  |
| 2015 | Universiadi      | Gwangju        | Lancio del disco | Oro       | 64,15 m     |                  |
| 2015 | Mondiali         | Pechino        | Lancio del disco | Argento   | 66,90 m     | Record nazionale |
| 2016 | Europei          | Amsterdam      | Lancio del disco | Argento   | 65,71 m     |                  |
| 2016 | Giochi olimpici  | Rio de Janeiro | Lancio del disco | 9º        | 62,22 m     |                  |
| 2017 | Mondiali         | Londra         | Lancio del disco | 14º (q)   | 63,16 m     |                  |
| 2019 | Mondiali         | Doha           | Lancio del disco | 29º (q)   | 60,24 m     |                  |
| 2022 | Mondiali         | Eugene         | Lancio del disco | 21º (q)   | 61,47 m     |                  |
| 2022 | Europei          | Monaco         | Lancio del disco | 15º (q)   | 61,04 m     |                  |
| 2023 | Mondiali         | Budapest       | Lancio del disco | 18º (q)   | 63,00 m     |                  |
| 2024 | Europei          | Roma           | Lancio del disco | 21º (q)   | 60,49 m     |                  |
| 2024 | Giochi olimpici  | Parigi         | Lancio del disco | 15º (q)   | 62,44 m     |                  |

## Onorificenze
- Gouden Spike (2015, 2017)